# Bärenrode
Bärenrode ist ein Ortsteil von Güntersberge, das zur Stadt Harzgerode im Landkreis Harz gehört.

## Gewässer
Bärenrode liegt im Quellgebiet des Steinfurtbachs, der in der Gemarkung Güntersberge nahe Bärenrode erstmals in einem 55 a großen Stauteich, dem Bärenröder Teich aufgestaut wird.

## Geschichte
Bärenrode (Berzincherothe) wurde am 24. Mai 1179 erstmals urkundlich in einer Besitzerklärung von Papst Alexander III. für das Kloster Hagenrode bei Alexisbad erwähnt, fiel jedoch später wüst. Nachdem die Grafen zu Stolberg die Gegend käuflich von denen von Hoym erworben hatten, errichtete Graf Botho hier und  auf der Wüstung Billroda frühestens 1518 ein Vorwerk. 1531 bildete er aus diesem, den Dörfern Breitenstein, Neudorf, halb Dankerode und einigen Forstgebieten das Amt Bärenrode. 1576 verpfändeten die Stolberger das Amt an Christoph von Hoym, der es seinerseits 1585 an Fürst Joachim Ernst von Anhalt verpfändete. Bei der Teilung Anhalts in Teilfürstentümer fiel es an das Fürstentum Anhalt-Bernburg und gehörte nach der Teilung dieses Fürstentums ab 1635 zum Fürstentum Anhalt-Harzgerode. Nach dem Aussterben der Harzgeröder Fürstenlinie fiel die Hälfte des Amtes, das Dorf Breitenstein, halb Dankerode und einige Waldstücke an Stolberg zurück.
Später wurde das als Gut geführte Bärenrode nach Güntersberge eingemeindet.
Durch den Ort führt eine Landstraße nach Friedrichsbrunn mit Abzweig nach Allrode.